# 福山自動車時計博物館
福山自動車時計博物館（ふくやまじどうしゃとけいはくぶつかん　英語名 "Fukuyama Auto & Clock Museum"）は、広島県福山市北吉津町に所在する広島県の登録博物館。英語名のイニシャルである "FACM" を略称とする。運営は公益財団法人能宗文化財団。

## 概要
地元の企業経営者で、自動車愛好家でもある能宗孝（のうそう たかし、1943年 - ）らが、1966年（昭和41年）より収集したコレクションを元に1989年（平成元年）7月4日に開館、公益財団法人「能宗文化財団」によって運営されている。
館名のとおり、クラシックカーと時計（掛け時計、置き時計）をメインに展示している。その他、小型飛行機のパイパー・チェロキーや蝋人形など、広範な趣味的展示物を収蔵する。
館長の能宗孝の口癖である「乗られ、見られ、触られえ。」を運営の指針としているため、日本の博物館としては珍しく、展示物の自由撮影や、一部車両の車内へ乗り込むことまでも許容されており、その独特な運営方針によって趣味者間に広く知られ、家族連れの評価も高い。また、ペット同伴入館可能も魅力の一つである。保存されている自動車の多くは自走可能で、価値を一般に見出されにくい生活の道具であった、商用車やバスなどを積極的に収蔵していることも特徴である。特に役目を終えた古典消防車のコレクションは貴重なラインアップである。
展示品はその貴重さと、自動車については自走可能なコンディションも伴って、多くの映画に出演している。博物館送迎車にも本物の旧型ボンネットバスが用いられる。
また博物館関係者らは自動車の高度な再生技術を備えており、一度廃車されて放擲されていた古い自動車（乗用車・商用車・バス）を多数取得、これに全面レストレーションを施し、ナンバープレート取得できる可動状態に復帰させている。

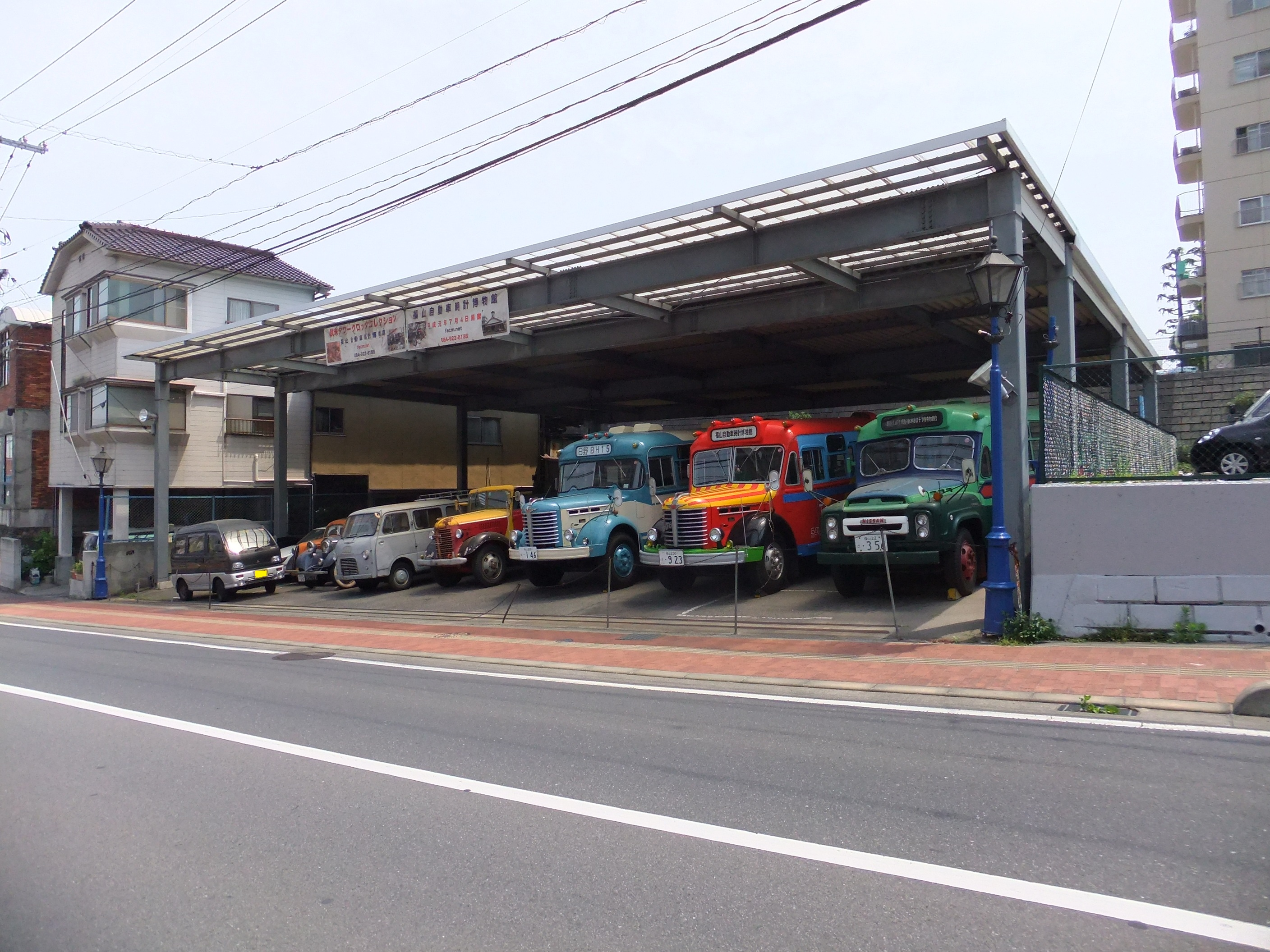
写真のバスが送迎車などに使われる
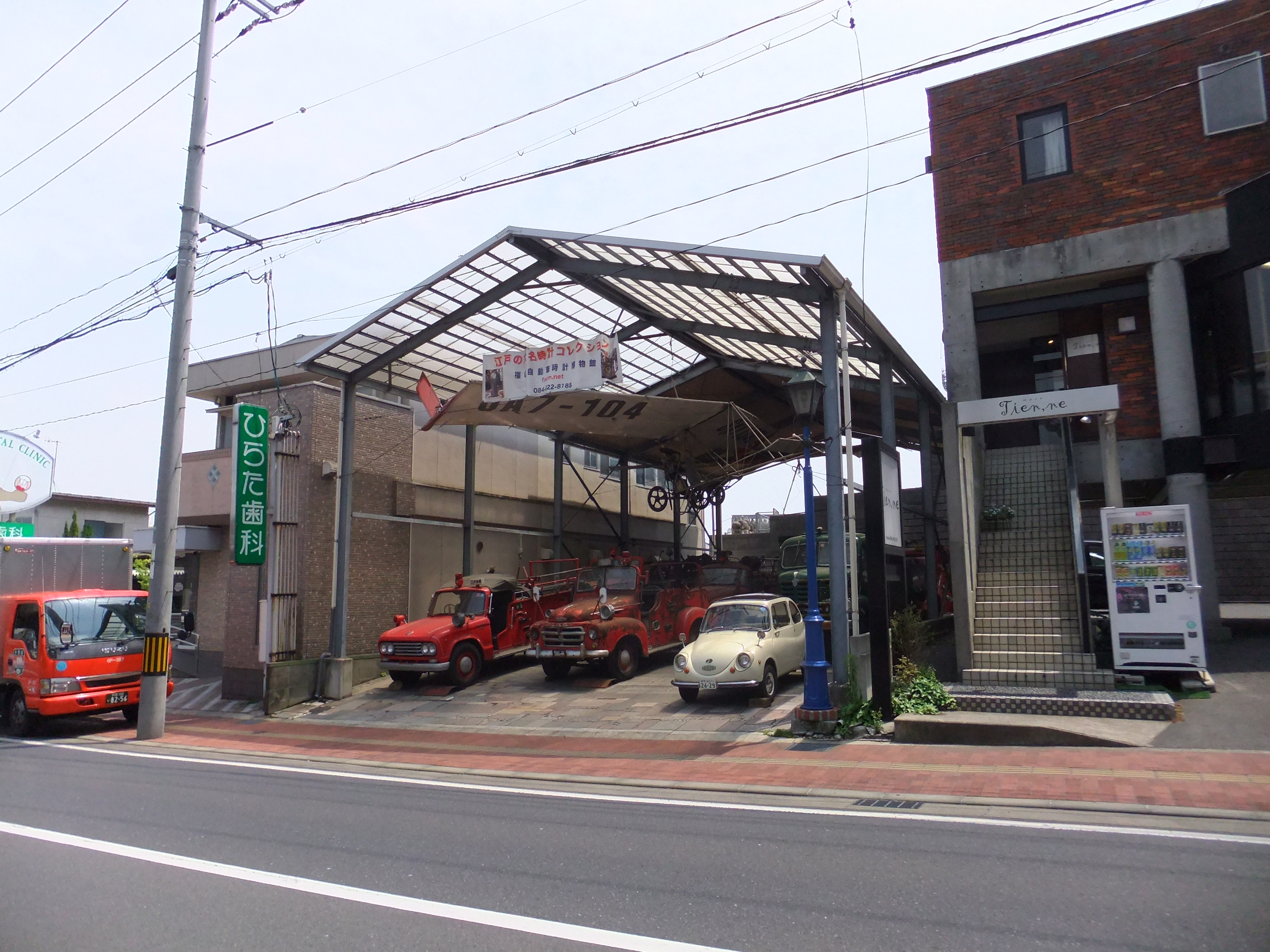
保管されている消防車
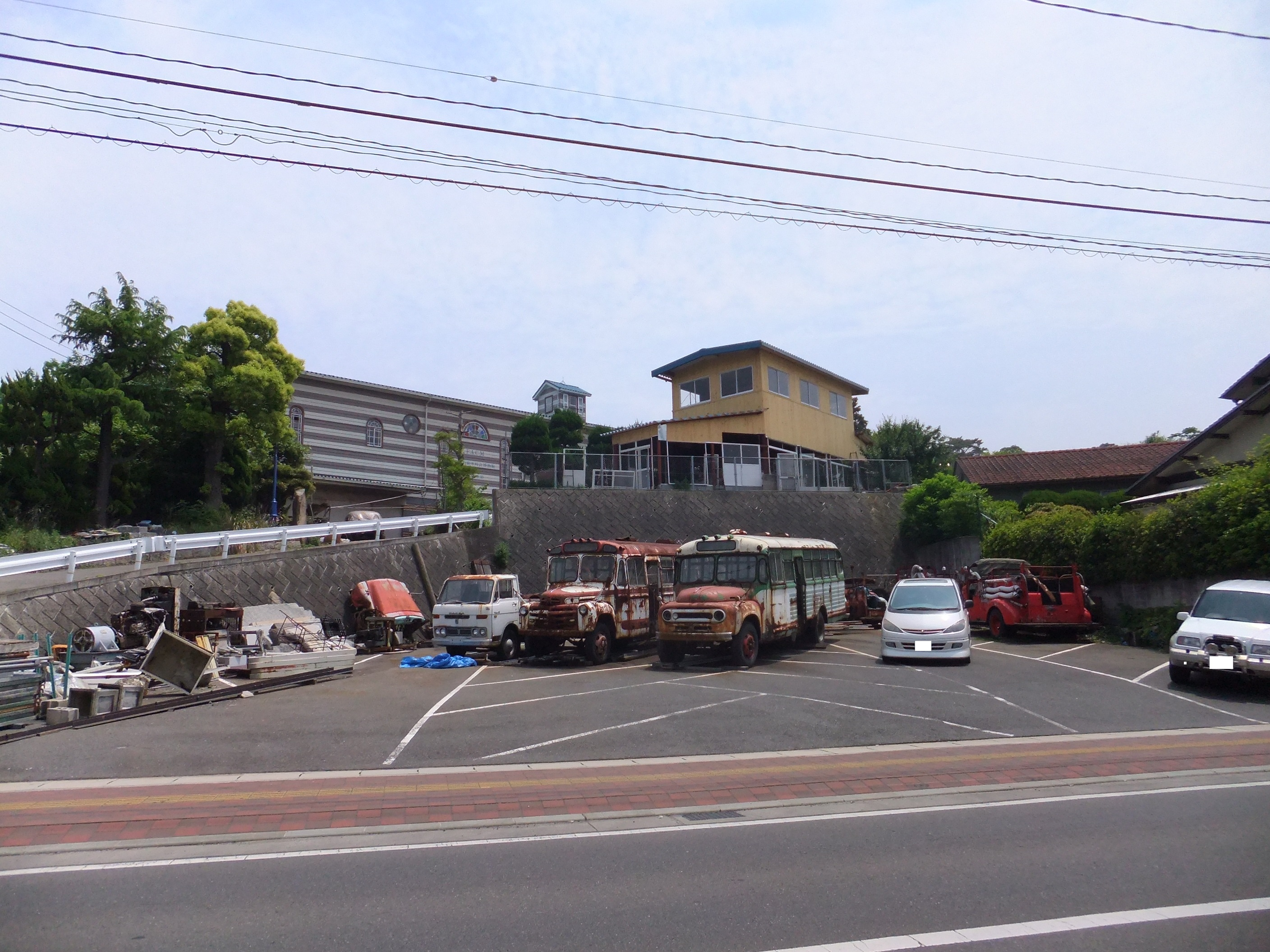
レストア待ちの車両。駐車場背後の縞模様の建物が博物館附属レストア工場

## 利用情報
- 開館時間 : 9:00 - 18:00
- 休館日 : 年中無休
- 福山駅北口より徒歩12分、タクシー5分。
- 福山駅南口から中国バス・向陽循環線（7のりば）にて北吉津住宅停留所下車（北吉津先廻り便で約6分、西町先廻り便で約20分）。
- 料金 : 大人900円、中高生600円、小人300円（各種割引有）
- 備考:ペット同伴入館可能

## 主要所蔵品

### 自動車
館内に乗用車やオート3輪、2輪車など45台、館外にバスなどが30台。車庫には100台以上が保管されている。
乗用車
- プジョー・203A
- トヨペットクラウン
- ダットサンスポーツ
- メルセデス・ベンツ 170 S-D
- ベンツSSK（レプリカ）
- ダットサン1935年ハート型フェートン

#### バイク
- 九七式側車付自動二輪車くろがね号

商用車
- ジープ フォード社製1944年
- ダットサントラック
- オート三輪
  - マツダGA三輪トラック
  - トクサン号

バス
- ボンネットバス
  - 日野BA14 （東浦自動車工業製ボディ・1958年式・元土佐電気鉄道）
  - 日産U690 （渡辺自動車工業製ボディ・1963年式・元自家用）
  - トヨタFB100 （尾張車体製ボディ・1965年式・元自家用・木炭車に改造）
  - トヨタDB100 （呉羽車体製ボディ・1967年式）
- キャブオーバーバス
- リヤエンジンバス

その他にも、レストア待ちのボンネットバスが多数ある。また、かつて同博物館でレストアされてから、事業者などに譲渡され実働する古典バスが多数存在する。
など

### 時計
- 枕時計
- 広東時計
- 箱庭からくり時計
- 八角時計

など
ほかにも蝋人形、南極観測隊が使用した雪上車などが展示されている。

## 車両提供した映画
- 黒い雨[3]
- スパイ・ゾルゲ[4]
- ALWAYS 三丁目の夕日[5]
- 力道山[6]
- ゼロの焦点[7]

など

## 補足
1. ↑  2011年（平成23年）6月までは財団法人能宗文化財団が運営していた
2. ↑  地元の不動産会社『菊屋マンション』社長、『福山駅前水辺公園プロジェクト』代表代行などもしている